# Мірошніченко Денис Андрійович
Дени́с Андрі́йович Мірошніче́нко (нар. 11 жовтня 1994, Кривий Ріг, Україна) — український футболіст, правий захисник клубу «Карпати».

## Клубні виступи
Вихованець школи «Кривбасу». З 2011 року виступав за молодіжну команду криворізького клубу.
Влітку 2012 року був відданий в оренду до кінця сезону в «Дніпро», де також виступав виключно за молодіжну команду.
З початку 2013 року, після повернення до криворізокого клубу, молодий гравець 9 разів виходив на поле у складі основної команди. Дебют відбувся 3 березня у грі чемпіонату проти київського «Динамо», в якій Денис вийшов на заміну на 76 хвилині замість Мішеля Бабатунде. Однак після банкрутства «Кривбаса» хлопцеві довелося шукати нову команду. 
Одним з головних претендентів на футболіста був «Севастополь», куди футболіст вже збирався поїхати. Але в останній момент львівські «Карпати» запропонували кращі умови, до того ж у львівський клуб перейшло кілька партнерів Дениса по «Кривбасу». Було ще кілька пропозицій від інших українських клубів. 9 липня 2013 року разом з одноклубником Андрієм Гітченком перейшов в «Карпати».
З липня 2019 року став гравцем ФК «Олександрія». 29 липня 2020 року підписав з клубом новий 2-річний контракт.

## Збірна

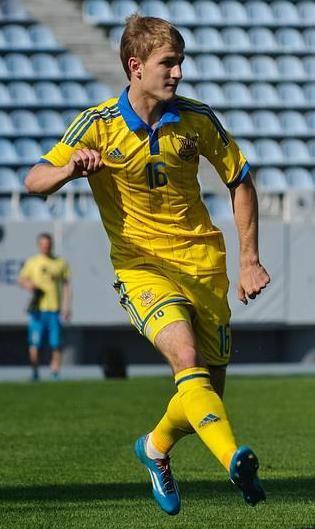
Денис Мірошніченко у складі молодіжної збірної України

З 2012 року залучався до складу юнацької збірної України віком до 19 років.